# Junta Superior de Gobierno
La Junta Superior de Gobierno, conocida también como la Asamblea de Notables o la Junta de los 35 de la Nación Mexicana, fue un órgano gubernamental del Partido Conservador con el propósito de cubrir las funciones del Poder Ejecutivo de México entre el 21 de junio y 10 de julio de 1863, esto tras la ocupación francesa de la capital y el desconocimiento de la Presidencia Benito Juárez, la finalidad era la conformación de una Regencia en aras de implantar el Segundo Imperio Mexicano.

## Miembros
1. Teodosio Lares, Presidente
2. Alejandro Arango y Escandón, Secretario
3. José María Andrade, Secretario
4. José Ignacio Pavón, Presidente de la Suprema Corte de Justicia.
5. Manuel Díez de Bonilla, Exministro de Antonio López de Santa Anna.
6. José Basilio Arrillaga
7. Francisco Javier Miranda
8. Ignacio Aguilar y Marocho
9. José María de Jesús Díez de Sollano, Obispo de León.
10. Joaquín Velázquez de León
11. Antonio Fernández Monjardin
12. Mora y Villamil, General
13. Ignacio Sepúlveda, Exgobernador de San Luis Potosí
14. Joaquín Castillo y Lanzas
15. Mariano Domínguez
16. José Guadalupe Arriola
17. Adrián Woll, General
18. Fernando Manigno
19. Agapito Muñoz
20. José Miguel Arroyo
21. Teófilo Marín
22. Miguel Cervantes Velazco, General
23. Cipriniano del Castillo, Exministro de Antonio López de Santa Anna.
24. Juan Hierro Maldonado, Exministro de Miguel Miramón.
25. José Ildefonso Amable
26. Gerardo García Rojas
27. Manuel Miranda
28. José López Ortigoza
29. Santiago Blanco, General
30. Pablo Vergara
31. Cayetano Montoya, General
32. Manuel Tejada
33. Urbano Tovar, Exministro de Miguel Miramón
34. Antonio Morán
35. Miguel Jímenez

## Últimos decretos
El 10 de julio de 1863, la Junta Superior de Gobierno se disolvió oficialmente emitiendo como último acto el siguiente dictamen que se publicó al día siguiente:
1º La nación mexicana adopta por forma de gobierno la monarquía moderada, hereditaria, con un príncipe católico.
2º El Soberano tomará el título de Emperador de México.
3º La corona imperial de México se ofrece á S. A. I. y R. el príncipe Femando Maximiliano, Archiduque de Austria, para sí y sus descendientes.

4º En el caso de que por circunstancias imposibles de prever, el Archiduque Fernando Maximiliano no llegase á tomar posesión del trono que se le ofrece, la nación mexicana se remite á la benevolencia de S. M. Napoleon III, Emperador de los franceses, para que le indique otro príncipe católico.